# Баулина, Вера Геннадиевна
Вера Геннадиевна Баулина (род. 1958, город Красноярск) ― певица, педагог, профессор, заслуженная артистка Российской Федерации.

## Биография
Родилась в 1958 году в городе Красноярске. Вера Баулина в Красноярске окончила среднюю школу № 15, затем детскую музыкальную школу № 2. В 1979 году окончила отделение теории музыки Красноярского училища искусств. Поступила учиться в Российскую академию музыки им. Гнесиных, которую окончила в 1993 году по квалификациям «сольное народное пение» (красный диплом) и «преподаватель».
Вера Баулина работала в Красноярской музыкальной школе № 2, с 1988 года работает в Красноярском училище искусств, вместе с Н. А. Шульпековым стояла у истоков создания народно-хорового отделения. Вера Геннадиевна подготовила, за 25 лет работы в колледже, более 100 молодых специалистов, которые работают в ведущих фольклорных коллективах Сибири и России, многие её ученики — лауреаты всероссийских и международных конкурсов.
С 1996 года Вера Геннадиевна Баулина — солистка Красноярской краевой филармонии и одновременно является преподавателем и профессором Красноярской государственной академии музыки и театра. С 2007 года — заведующая эстрадным отделением Красноярского колледжа искусств им. П. И. Иванова-Радкевича.
Заслуженная артистка Российской Федерации, В. Г. Баулина исполняет старинные романсы, городские песни, русские народные напевы, современные народные песни, сотрудничает с красноярским ансамблем народных инструментов «Вольница» со дня его основания, выступает с Красноярским филармоническим русским оркестром им. А. Ю. Бардина, ансамблем «Енисейские зори», муниципальным духовым оркестром, принимала участие в составе творческих делегаций в гастрольных поездках за рубежом (Венгрия, ГДР, ФРГ, США, Мексика, Румыния, Китай, ЮАР и другие страны).
Концертные маршруты Веры Геннадиевны Баулиной — Красноярский край, Хакасия, Эвенкия, Ростовская область, города: Москва, Братск, Канск, Ачинск, Чита, Ангарск, Иланск, Лесосибирск, Енисейск, Норильск, Таймыр, Горноалтайск, Барнаул, Кемерово.
Вера Геннадиевна — член жюри нескольких музыкальных конкурсов.
В 1993 году получила Гран-при и золотую медаль в категории «Сольное народное пение» на международном конкурсе Eisteddfod в Йоханнесбурге (ЮАР), имеет почётное звание Заслуженная артистка Российской Федерации, учёную степень профессора.
Вера Геннадиевна Баулина подготовила ряд рабочих программ специального цикла, отрецензировано более 100 учебных программ по специальности «Народное пение» преподавателей музыкальных училищ и вузов (Братск, Иркутск, Норильск, Кызыл, Кемерово и др.), является автором хрестоматии и сборников русских народных песен.

## Заслуги
- Заслуженная артистка Российской Федерации.

- Профессор.

- Гран-при и золотая медаль в категории «Сольное народное пение» на международном конкурсе Eisteddfod в Йоханнесбурге (ЮАР, 1993)[1].

- Лауреат Международных конкурсов.

- Благодарности и почётные грамоты от руководителей Красноярского края и Министерства культуры России.